# Tora Torbergsdatter
Tora Torbergsdatter (née vers 1025 – morte à une date inconnue vers: fl. 1066) fut épouse d'un roi de Norvège et mère de deux rois de ce pays. Il est possible mais pas certain qu'elle ait été également reine de Danemark ou de Suède.

## Biographie
Tora Torbergsdatter nait à  Giske dans Møre og Romsdal en Norvège. Elle est issue d'une puissante famille les Giskeætten, originaire de Giske dans Sunnmøre. Elle est la fille de Torberg Arnesson (ca. 1000–1050) et de Ragnhild Erlingsdatter, petite-fille par sa mère de Erling Skjalgsson et nièce de Finn Arnesson et de Kalv Arnesson,.
Tora aurait épousé Harald Hardrada vers 1048. Cette union s'explique largement par des considérations politiques et concrétise une alliance. Les chefs de la  famille Giske jouent un rôle de premier plan dans la politique du royaume de Norvège. La relation entre Tora et Harald Hardrada tisse des liens étroit entre la famille royale et Tora devient la mère de deux futurs rois de Norvège Olav Kyrre et Magnus II Haraldsson. Harald s'était déjà marié vers 1043/1044 avec Elisabeth de Kiev. Cette union est documentée par le poème Stuv den blinde (Stúfr inn blindi Þórðarson kattar) et il n'y a aucune source subsistante sur sa présence en Norvège. Il est donc possible qu'Élisabeth soit encore dans le Rus' de Kiev, ou qu'elle soit morte sur le chemin de la Norvège. Cependant cela signifierait que les deux filles d'Harald qui lui sont attribuées, Ingegerd et Maria, sont les filles de Tora Tobergsdatter. Ce qui n'est pas envisageable car Maria a été promise à Eystein Orre, qui, dans ce cas, aurait été son oncle. Il n'est pas exclu que Tora Tobergsdatter n'ait été qu'une concubine. Selon Régis Boyer « Thora n'a pas été l'épouse de Harald mais seulement sa concubine. Le concubinage faisant partie des mœurs de l'époque »
En 1066, Harald envahit l'Angleterre et il est vaincu et tué. Snorri Sturlusson dans la saga de l' Heimskringla consacrée à Harald précise qu'Élisabeth et ses filles suivent le roi lors de sa campagne en Angleterre où Maria meurt à l’annonce du trépas de son père. Ensuite Élisabeth, son autre fille Ingegerd et son beau-fils Olaf reviennent en Norvège avec la flotte après avoir fait une escale aux Orcades. Cependant d'autres récits indiquent que c'est Tora et non pas Élisabeth qui accompagne Harald lors de sa dernière expédition ce qui est plausible car elle était la cousine de Thorfinn Sigurdsson, le Jarl des Orcades.

## Reine de Suède ou de Danemark?
Selon Adam de Brême dans sa Gesta Hammaburgensis ecclesiae pontificum le roi Håkan le Rouge épouse « la mère du jeune Olaf », s'il s'agit bien de sa mère, cette mention concerne Tora Tobergsdatter mais il peut s'agir de sa belle-mère, c'est-à-dire la femme de son père, Élisabeth de Kiev .
Dans le même temps l'auteur indique que le roi Sven II de Danemark, qui « souffrait d'un gout immodéré pour les femmes », séparé de Gunild, a pris une concubine nommée Tora qui empoisonne Gude son épouse. Cette même Tora lui donne un fils nommé Magnus que Sven envoie à Rome pour se faire sacrer mais qui meurt en route. Tora « femme impie » serait ensuite demeurée stérile ,

## Sources primaires
- Adam de Brême et Jean-Baptiste Brunet-Jailly (traduction et présentation), Histoire des archevêques de Hambourg, Gallimard, 1998 (ISBN 2-07-074464-7).
- Snorri Sturluson et Régis Boyer (traduction et présentation), La saga de Harald l'impitoyable, Payot, 1979 (ISBN 2228336300).